# هربرت مارکوزه
هربرت مارکوزه (به آلمانی: Herbert Marcuse) (۱۹ ژوئیه ۱۸۹۸–۲۹ ژوئیه ۱۹۷۹) فیلسوف و جامعه‌شناس آلمانی و از اعضای اصلی مکتب فرانکفورت بود.
بین سال‌های ۱۹۴۳ و ۱۹۵۰، مارکوزه برای دفتر خدمات راهبردی (سلف آژانس اطلاعات مرکزی) در دولت آمریکا کار می‌کرد و در آنجا از ایدئولوژی حزب کمونیست اتحاد جماهیر شوروی سوسیالیستی در کتاب مارکسیسم شوروی یک تحلیل انتقادی (۱۹۵۸) نقد کرد. در دهه‌های ۱۹۶۰ و ۱۹۷۰ او به عنوان نظریه‌پرداز برجسته چپ نو و جنبش‌های دانشجویی فرانسه، آمریکا و آلمان غربی، مطرح شد. برخی او را پدر چپ نو می‌دانند.

## زندگی و آثار

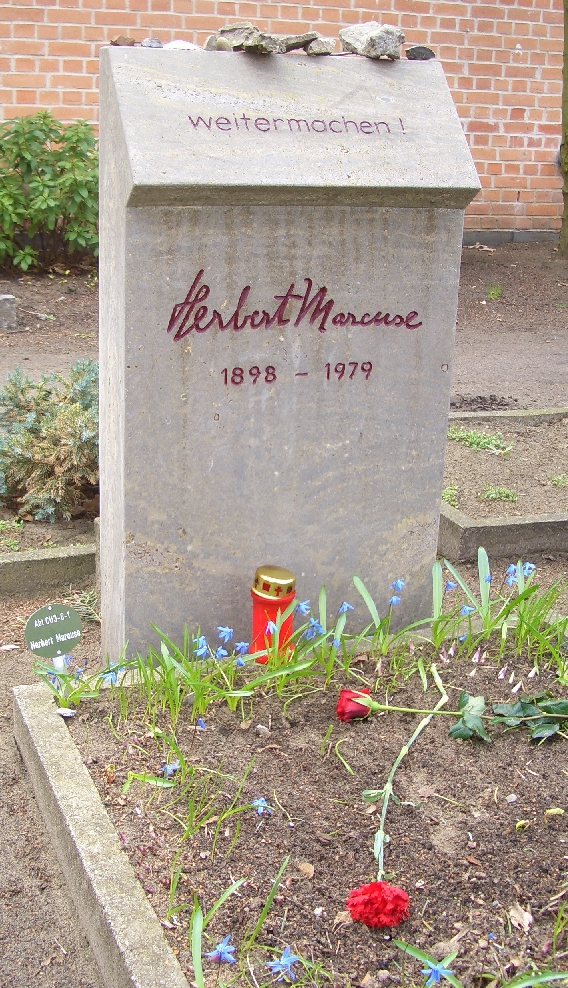
مقبره هربرت مارکوزه

هربرت مارکوزه در خانواده‌ای یهودی در برلین به دنیا آمد. در طولِ جنگ جهانی اول در ارتش آلمان خدمت کرد. او سپس عضوِ شورایِ سربازان بود که در قیام ناکامِ سوسیالیست‌های اسپارتاکیست شرکت داشت. بعد از کامل کردنِ تزهایِ دکترای تخصصی خود در دانشگاه فرایبورگ در رشته فلسفه و جامعه‌شناسی و تحت هدایت هایدگر و هوسرل سال ۱۹۲۲ با موضوعِ تفسیر اندیشه‌های هگل به برلین بازگشت و به کارِ انتشارات پرداخت.

### جنگ جهانی دوم
در طول جنگ جهانی دوم، مارکوزه ابتدا در اداره اطلاعات جنگ آمریکا (OWI) در پروژه‌های تبلیغاتی ضد نازی کار کرد. در سال ۱۹۴۳، وی به شعبه تحقیق و تحلیل دفتر خدمات راهبردی (OSS)، سلف آژانس اطلاعات مرکزی (سیا)، منتقل شد.
شاخه تحقیق و تحلیل اداره شده توسط مورخ هاروارد ویلیام ال لانگر، در واقع بزرگ‌ترین مؤسسه تحقیقاتی آمریکا در نیمه اول قرن بیستم بود. در اوج فعالیت خود بین سالهای ۱۹۴۳ و ۱۹۴۵، بیش از هزار و دویست نفر در آن شاغل بودند که چهارصد نفر از آنها در خارج از کشور مستقر بودند. از بسیاری جهات، مکانی بود که در آن علوم اجتماعی پس از جنگ جهانی دوم آمریکا متولد شد، و در آن شاگردان زیادی از معتبرترین استادان دانشگاه آمریکایی، و همچنین تعداد زیادی از مهاجران روشنفکر اروپایی، حضور داشتند.
این افراد «گروه مغز متفکر نظری» ماشین جنگی آمریکایی را تشکیل می‌دادند، که به گفته بنیانگذار آن، ویلیام جی دانوان، به عنوان «نهاد نهایی جمع‌آوری و توزیع اطلاعات» برای سرویس‌های مخفی - یعنی به عنوان ساختاری که اگرچه در تعیین استراتژی یا تاکتیک‌های جنگی درگیر نبود، به لطف توانایی بی نظیر متخصصان حاضر در آن برای تفسیر منابع مرتبط، قادر به جمع‌آوری، سازماندهی، تجزیه و تحلیل و فیلتر کردن جریان عظیم اطلاعات نظامی به سمت واشینگتن بود-عمل می‌کرد.
در مارس ۱۹۴۳، مارکوزه بعنوان تحلیلگر ارشد، به دیگر دانشور مکتب فرانکفورت، فرانتس نویمان ، در بخش اروپای مرکزی شعبه تحقیق و تلیل پیوست و به سرعت خود را به عنوان «تحلیلگر برجسته آلمان» تثبیت کرد.
پس از انحلال OSS در سال ۱۹۴۵، مارکوزه در وزارت امور خارجه آمریکا به عنوان رئیس بخش اروپای مرکزی استخدام شد و به تحلیلگر اطلاعاتی نازیسم بدل شد. مجموعه ای از گزارش‌های مارکوزه در گزارش‌های مخفی دربارهٔ آلمان نازی: خدمات مکتب فرانکفورت به بسیج جنگی منتشر شد. وی پس از مرگ همسر اول خود در سال ۱۹۵۱ بازنشسته شد.

### پس از جنگ
در سال ۱۹۵۲، مارکوزه کار خود را به عنوان یک نظریه‌پرداز سیاسی، ابتدا در دانشگاه کلمبیا، سپس در دانشگاه هاروارد آغاز کرد. مارکوزه از سال ۱۹۵۴ تا ۱۹۶۵ در دانشگاه برندایز و سپس از ۱۹۶۵ تا ۱۹۷۰ در دانشگاه کالیفرنیا سن دیگو کار کرد. در زمان حضور در برندایز بود که وی مشهورترین اثر خود "انسان تک ساحتی" (۱۹۶۴) را نوشت.
مارکوزه دوست و همکار جامعه‌شناس سیاسی برینگتن مور جونیر و فیلسوف سیاسی رابرت پال ولف و همچنین دوست استاد جامعه‌شناسی دانشگاه کلمبیا سی رایت میلز، از بنیانگذاران جنبش چپ نو بود. مارکوزه در «مقدمه» خود بر یک انسان تک ساحتی نوشت: «من می‌خواهم بر اهمیت حیاتی کار ریت میلز تأکید کنم.»
در دوره پس از جنگ، مارکوزه تئوری مبارزه طبقاتی و دغدغه مارکسیستی دربارهٔ کار را رد کرد، در عوض، طبق گفته لشک کولاکوفسکی، ادعا کرد از آنجا که "همه مسایل مربوط به وجود مادی حل شده‌است، دستورات و ممنوعیت‌های اخلاقی دیگر موضوعیت ندارند. " وی تحقق ماهیت اروتیک انسان را آزادی واقعی بشریت دانست که الهام بخش مدینه فاضله‌های جری روبین و دیگران شد.
انتقادات مارکوزه از جامعه سرمایه دارانه (به ویژه سنتز او در سال ۱۹۵۵ از مارکس و زیگموند فروید، اروس و تمدن ، و کتاب انسان تک ساحتی ۱۹۶۴) مورد پسند دغدغه‌های جنبش دانشجویی در دهه ۱۹۶۰ از آب درآمد. مارکوزه به دلیل تمایلش برای سخنرانی در اعتراضات دانشجویی و مقاله " تحمل سرکوبگرانه " (۱۹۶۵)، در رسانه‌ها به عنوان "پدر چپ نو" معروف شد. مارکوزه با ادعای اینکه دانشجویان دهه شصت منتظر انتشار اثر وی نبودند، توصیف خود توسط آنها به عنوان "پدر چپ نو" رد کرد و گفت: "بهتر بود مرا نه پدر، بلکه پدربزرگ چپ نو بنامد. " کارهای وی تأثیر زیادی بر گفتمان روشنفکری در مورد فرهنگ عامه و مطالعات فرهنگی عامه پسندانه داشت. او در اواخر دهه ۱۹۶۰ و ۱۹۷۰ سخنرانی‌های زیادی در ایالات متحده و بلوک غربی داشت. او دوست صمیمی و الهام بخش آندره گورز فیلسوف فرانسوی شد.
مارکوزه، رودولف بارو (نویسنده کتاب Die Alternative: Zur Kritik des real existierenden Sozialismus [ترجمه ، جایگزین در اروپای شرقی]) مخالف دستگیر شده در آلمان شرقی دفاع کرد، و در یک مقاله در سال ۱۹۷۹ دربارهٔ نظریه‌های «تغییر از درون» بارو بحث کرد.

## دیدگاه‌ها
از میان نظریه پردازان اصلی مکتب فرانکفورت فقط مارکوزه بود که نسبت به اهمیت و مرکزیت فرهنگ تودهای برای زندگی روزمره در جامعهٔ سرمایه‌داری اخیر تا حدی خوش‌بینی نشان می‌داد. مارکوزه که در ابتدا همان دیدگاه‌های انتقادی آدورنو و هورکهایمر را داشت (مارکوزه، ۱۹۶۴) ، بعدها شاهد پیدایش پادفرهنگ هیپیها در اواخر دههٔ ۱۹۶۰ بود و تفسیر خویش را از فرهنگ توده‌ای مورد بازبینی قرار داد (باتامور، ۱۹۸۴) . مارکوزه، خصوصاً تحت تأثیر شیوهٔ استفادهٔ پادفرهنگ از همان فراوردههای صنایع فراغتی و مصرفی سرمایه‌داری اخیر، به‌خصوص موسیقی و مد توده‌ای، برای شورش مستقیم علیه نهادهای مسلط سرمایه‌داری، مانند کار، آموزش و پروش، خانواده و سیاست مرسوم، قرار گرفت.
با این حال دورهٔ نسبتاً کوتاه پادفرهنگ، و همچنین نهضتهای فرهنگی بعدی جوانان که بر محور موسیقی و سبک زندگی می‌گشت، مانند پانک راک (Hebdige , 1979)، از نظر خیلی‌ها تأییدی بود بر درستی بنیادین نقد مکتب فرانکفورت از فرهنگ توده‌ای؛ بنابراین، به گفتهٔ باتامور، «دامنهٔ محدود و سرعت زوال، یا همانندگردی (assimilation) پادفرهنگ، در واقع، می‌توانست نیروی صنعت فرهنگ را عیان سازد». (Bottomore,1984: 46)
او در کتاب انسان تک‌ساحتی توضیح می‌دهد که جامعه صنعتی می‌تواند با سهیم کردن کارگران در مصرف‌گرایی کاری کند که آنان اسارت خود را آزادی بدانند

## فلسفه و دیدگاه‌ها
مفهوم repressive desublimation (انجماد سرکوبگرانه), که معروف شده، به این استدلال او اشاره دارد که فرهنگ توده ای پساجنگ، با وفور تحریکات جنسی، در خدمت سرکوب سیاسی است. اگر مردم گرفتار برانگیختی غیر اصیل جنسب باشند، انرژی سیاسی شان به جای این که به‌طور سازنده برای تغییر جهان کنش کند «منجمد می‌شود؛» آنها سرکوب شده و غیرمنتقد باقی می‌مانند. مارکوزه اندیشیدن پیشاجنگ نظریه اقتصادی را به سوی یک شرح انتقادی از ماهیت «تک ساحتی» زنگی بورژوازی در اروپا و آمریکا به پیش برد؛ بنابراین، اندیشه او را می‌توان به عنوان پیشبردی از دغدغه‌های پیشینی منتقدان لیبرالی چون دیوید رایزمن دانست.
دو جنبه کار مارکوزه اهمیت به خصوص دارند، اولی، استفاده او از زبان آشناتر از نقد رژیم‌های شوروی یا نازی برای مشخص کردن توسعه‌ها در جهان پیشرفته صنعتی؛ و دومی، بنا کردن نظریه انتقادی توسط او با استفاده از اندیشه روان تحلیلی.